# Liquid Snake
Liquid Snake, il cui vero nome è Eli, è uno dei principali antagonisti della serie di videogiochi Metal Gear.

## Biografia

### Les Enfants Terribles
Insieme a Solid Snake e Solidus, Liquid è uno dei tre "fratelli" genetici facenti parte del progetto Les Enfants Terribles iniziato da Major Zero con lo scopo di creare i degni discendenti di Big Boss, utilizzando il suo DNA (prelevato con l'inganno), così da stabilire un'eredità da lasciare al mondo, un "simbolo" della sua grandiosità. Eli, questo il suo vero nome, crebbe in Inghilterra, lontano dai suoi "fratelli", tuttavia scaltro e intelligente arrivò a scoprire la natura della propria esistenza fin dalla preadolescenza. Venuto a conoscenza della verità che lo avrebbe segnato negativamente e irrimediabilmente per tutta la vita, verso gli anni ottanta, fuggì al controllo di Zero per poi andare a nascondersi in Africa centrale.

### La fuga in Africa e l'incontro coi Diamond Dogs
Una volta arrivato in Africa si stabilì nelle linee di confine tra Angola e Zaire, e dimostratosi idoneo al comando fin da giovane, a soli 12 anni si mise a capo di una spietata unità di bambini soldato, conquistando interi villaggi e divenendo conosciuto col nome di White Mamba. Nel 1984 entra in contatto con Venom Snake. Eli viene recuperato da Snake, trasportato alla base dei Diamond Dogs e coltiva subito un sentimento di odio e vendetta nei suoi confronti.
Sospettoso che egli sia proprio uno dei prodotti dei "Les Enfants Terribles", Ocelot (al tempo nei Diamond Dogs) eseguirà un test del DNA tra Eli e Venom Snake, che però risulterà negativo. Nonostante la perfetta somiglianza infatti, Venom Snake non era altro che un "sosia" di Big Boss. Eli, sfruttando i poteri del "ragazzo fluttuante" (un individuo con poteri paranormali, che si rivelerà essere Psycho Mantis), ruberà il Metal Gear Sahelanthropus dai Diamond Dogs e si dirigerà nuovamente in Africa centrale.

### Guerra del Golfo e capo di FOXHOUND
Grazie alle sue irriducibili doti di combattente, entra a far parte dello Special Air Service e partecipa nel 1991 alla guerra del Golfo in Iraq, eseguendo svariate missioni tra cui l'individuare e distruggere le postazioni di lancio dei missili SS-1 Scud. Svolge anche il doppio ruolo di infiltrato nel medio oriente come agente segreto dell'MI6 britannico, ma viene catturato dalle truppe irachene e rimane prigioniero di guerra fino al 1994, quando viene recuperato dal governo degli Stati Uniti. Eli entra nella FOXHOUND nel 2000 ottenendo il proprio nome in codice - Liquid Snake, e grazie alle sue innate abilità di comando, diventa in soli 5 anni capo dell'unità. Qui incontra nuovamente Revolver Ocelot, che decide di seguirlo sotto il suo comando.

### L'incidente di Shadow Moses
Nel 2005, con tanto potere nelle proprie mani, vede l'occasione buona per riscattarsi dal mondo intero: guida la FOXHOUND in una rivolta contro il governo federale degli Stati Uniti d'America, impadronendosi dell'isola di Shadow Moses e del Metal Gear REX e prende in ostaggio il direttore della DARPA e il presidente della ArmsTech. In cambio vuole un miliardo di dollari e il cadavere di Big Boss in modo da procurarsi una cura per la scarsa biodiversità che affligge sia lui che i membri del corpo speciale "Next Generation" - soldati modificati con alcuni plasmidi del DNA di Big Boss.
Per risolvere la delicata situazione viene richiamato in azione Solid Snake. Liquid a quel punto vede anche l'occasione perfetta per pareggiare i conti con il proprio fratello: 3 giorni prima della rivolta, Liquid uccide Master Miller (mentore di Snake), e con astuzia ne prende il posto, come consigliere via codec ingannando così Snake e tutta la sua squadra e potendo seguire i progressi della missione, in modo da anticiparlo, e rivoltare le proprie sorti facendogli attivare con l'inganno il Metal Gear REX. Come rivali predestinati i due "Snake" infine si scontreranno l'uno contro l'altro. Liquid rivelerà a Solid come stanno le cose: intende riportare il mondo ai tempi di Big Boss, riscattando l'onore e l'orgoglio dei soldati e del campo di battaglia, oltre che ad usare il DNA del vecchio soldato per curare la scarsa biodiversità dei Soldati Genomici. Parlerà inoltre di come sconfiggendolo in combattimento si vendicherà della propria sorte e di aver ereditato solo i geni recessivi di Big Boss - quelli "deboli", mentre per creare Solid furono utilizzati quelli dominanti. Liquid affronterà Solid prima utilizzando il Metal Gear REX, che tuttavia Snake disabiliterà utilizzando uno Stinger per distruggere il suo cuore, il Radome, e poi si affronteranno in uno scontro corpo a corpo sulla testa del "REX" ormai inutilizzabile.
Quando sembra che Solid Snake sia il vincitore del combattimento, Liquid, munito di una jeep militare e armato di FAMAS, insegue Snake e Meryl mentre stanno scappando in auto dalla base di Shadow Moses che sta per essere bombardata da un gruppo di B-2. Infine, Liquid si schianta con la jeep appena fuori dalla base. Tuttavia, non ancora morto, striscerà in fin di vita verso Snake, per poi morire a causa del virus FOXDIE trasmessogli da Solid durante il combattimento. Per ironia della sorte verrà reso noto, ma solo dopo la propria morte, che era in realtà Liquid a possedere i geni dominanti e Solid quelli recessivi.

### Esistenza postuma

Il bastone di Asclepio, al quale è ispirato il tatuaggio di Liquid

Incredibilmente, Liquid non smette di esistere anche dopo la sua morte. In seguito a Shadows Moses, ovvero 2 anni dopo, tenta di prendere il controllo del suo ex alleato Revolver Ocelot, tramite un trapianto di braccio (quello che a Ocelot fu tagliato da Gray Fox) che ha compiuto a Lione, in Francia. In verità, in Metal Gear Solid 4: Guns of the Patriots viene rivelato che Ocelot si era sottoposto a vari trattamenti tra cui l'ipnosi, l'autosuggestione e bipensiero trasformandosi nel doppelgänger di Liquid per ingannare i Patriots, in modo da fingere di essere controllato e quindi non responsabile delle proprie azioni.

## Il personaggio nella cultura popolare e nel mondo videoludico
Per diverse motivazioni Liquid Snake è annoverato tra i più grandi cattivi sia della storia dei videogiochi sia della saga di Metal Gear. Alto 183 cm, carnagione chiara, folta chioma bionda, ha un tatuaggio sul braccio sinistro, che raffigura il bastone di Asclepio, ma con una spada al posto del bastone. Possiede un quoziente d'intelligenza pari a 180, è un carismatico comandante e poliglotta che parla sette lingue (tra cui spagnolo, arabo, francese, malese e kikongo). In questa visione del personaggio infatti viene fuori la propria apparente superiorità e la capacità come maestro dell'inganno, in grado di farsi beffa del protagonista e del giocatore stesso, rivoltando la situazione a proprio vantaggio - «Il tizio [Master Miller] che ti ha offerto consulenza e supporto per tutta la missione, si rivela essere il tuo più grande nemico sotto mentite spoglie» così IGN ha descritto le astute manovre di Liquid Snake, affermando tra l'altro che «Ogni volta che Liquid sembra essere con le spalle al muro, ha sempre la risposta pronta o una asso nella manica per mettere in difficoltà il giocatore». Liquid rappresenta dunque, in tutto e per tutto, la poetica rappresentazione opposta di Solid Snake, simile nell'aspetto ma tanto diversa sia nel suo ruolo che nella sua personalità. Tra l'altro Liquid appare davvero imbattibile ed immortale: nonostante essere caduto da una notevole altezza, aver riportato diverse gravi lacerazioni, essersi schiantato in un incidente ed essere morto per colpa di un virus letale, egli continua a vivere tramite il braccio impiantato in Revolver Ocelot, in un modo o nell'altro. Tanto è vero questo che l'esclamazione di Solid Snake - «Liquid!», ogni volta che rivede il proprio avversario è considerata una delle citazioni più celebri della saga.
Tuttavia è chiaro che, nonostante l'apparente incontrastabilità, vi siano alcune falle nella personalità di Liquid, prima fra tutte il suo eccessivo complesso di inferiorità nei confronti di Solid, il non potersi sentire padrone del proprio destino, e il senso di impotenza assoluto di fronte alla realtà dei fatti. In particolare Liquid mostra una particolare debolezza nella sua implacabile sete di vendetta e nel suo odio così scellerato ed ingiustificato nei confronti del proprio fratello che ha l'unica colpa di "essere nato con i geni buoni"; per tale motivo quindi Liquid deve necessariamente batterlo, sovente ucciderlo, in combattimento solo per potersi sganciare dal proprio fato. Ed è proprio in questa sua ossessione infine che Liquid Snake appare irrimediabilmente una vittima beffata dal proprio destino fin dall'inizio in quanto, che egli non ne sia mai venuto a conoscenza o meno, è lui il "clone" a possedere tutti i geni dominanti e non Solid; e nonostante tutto alla fine, sarà destinato appunto, a perdere la più grande battaglia della propria esistenza.